# Artabotrys stolzii
Artabotrys stolzii este o specie de plante angiosperme din genul Artabotrys, familia Annonaceae, descrisă de Friedrich Ludwig Diels. Conform Catalogue of Life specia Artabotrys stolzii nu are subspecii cunoscute.